# Elisabeth Fehrenbach
Elisabeth Fehrenbach (* 24. Dezember 1937 in Düsseldorf; † 8. Juli 2025 in Köln) war eine deutsche Historikerin.
Elisabeth Fehrenbach studierte Geschichte und Germanistik an den Universitäten Köln und Freiburg. Sie wurde 1967 bei Theodor Schieder in Köln promoviert. Die Habilitation erfolgte 1973 an der Universität Gießen mit einer Arbeit über die Einführung des Code Napoléon in den Rheinbundstaaten. Fehrenbach wirkte von 1973 bis 1979 als Professorin für Neuere und Neueste Geschichte in Gießen. Sie lehrte von 1979 bis zu ihrer Emeritierung 2003 als Professorin für Neuere Geschichte an der Universität des Saarlandes in Saarbrücken. Im Kollegjahr 1991/1992 war sie Forschungsstipendiatin am Historischen Kolleg in München. Fehrenbach veröffentlichte zahlreiche Arbeiten zur Geschichte des 18. und 19. Jahrhunderts. Für die Enzyklopädie deutscher Geschichte verfasste sie 1993 einen Band über Verfassungsstaat und Nationsbildung von 1815 bis 1871. Außerdem legte sie 1981 den Oldenbourg-Grundriss-Band über die Zeit der Französischen Revolution und Napoleons vor, der bis 2008 mehrfach überarbeitet in fünf Auflagen erschien.
Elisabeth Fehrenbach verstarb im Alter von 87 Jahren.

## Schriften (Auswahl)
Monographien
- Vom Ancien Régime zum Wiener Kongress (= Oldenbourg Grundriss der Geschichte. Bd. 12). Oldenbourg, München 1981, ISBN 978-3-486-49751-9; zuletzt: 5. Auflage. Oldenbourg, München 2008, ISBN 3-486-58587-8.
- Verfassungsstaat und Nationsbildung, 1815–1871 (= Enzyklopädie deutscher Geschichte. Bd. 22). Oldenbourg, München 1992; zuletzt: 2., um einen Nachtrag erweiterte Auflage. Oldenbourg, München 2007, ISBN 978-3-486-58217-8.
- Adel und Bürgertum im deutschen Vormärz (= Schriften des Historischen Kollegs. Vorträge. Bd. 36). Stiftung Historisches Kolleg, München 1994 (Digitalisat).
- Traditionale Gesellschaft und revolutionäres Recht. Die Einführung des Code Napoléon in den Rheinbundstaaten (= Kritische Studien zur Geschichtswissenschaft. Bd. 13). Vandenhoeck & Ruprecht, Göttingen 1974, ISBN 3-525-35964-0 (Zugleich: Gießen, Universität, Habilitations-Schrift, 1972/73); 3. Auflage 2011, ISBN 978-3-525-35964-8.
- Wandlungen des deutschen Kaisergedankens, 1871–1918 (= Studien zur Geschichte des neunzehnten Jahrhunderts. Bd. 1). Oldenbourg, München u. a. 1969 (Zugleich: Köln, Universität, Dissertation).

Ausgewählte Aufsätze
- Politischer Umbruch und gesellschaftliche Bewegung. Ausgewählte Aufsätze zur Geschichte Frankreichs und Deutschlands im 19. Jahrhundert. Herausgegeben von Hans-Werner Hahn und Jürgen Müller. Oldenbourg, München 1997, ISBN 3-486-56326-2.

Herausgeberschaften
- Adel und Bürgertum in Deutschland 1770–1848 (= Schriften des Historischen Kollegs. Kolloquien. Bd. 31). Oldenbourg, München 1994, ISBN 3-486-56027-1 (Digitalisat).